# ليف ليتل
ليف ليتل (بالإنجليزية: Liv Little)‏ هي صحفية بريطانية، ولدت في 1994.